# Жељко Фурунџић
Жељко Фурунџић (Бијело Поље, 16. децембар 1974) је бригадни генерал Војске Србије и тренутни командант Гарде Војске Србије.

## Биографија
Рођен је 16. децембра 1974. године у Бијелом Пољу, по националности Србин.

## Образовање
- Војна академија КоВ - смер пешадија 1997. године
- Командо-штабно усавршавање, 2010. године
- Генералштабно усавршавање, 2019. године

## Досадашње дужности
- Заменик команданта 72. бригаде за специјалне операције
- Начелник штаба 72. бригаде за специјалне операције
- Заменик начелника Оперативног центра, Здружена оперативна команде
- Помоћник команданта за операције, Специјална бригада
- Командант Батаљона за противтерористичка дејства, Специјална бригада
- Заменик команданта Батаљона за противтерористичка дејства, Специјална бригада
- Командир чете војне полиције, 72. специјална бригада посебне намене
- Заменик командира чете војне полиције
- Командир вода војне полиције

## Напредовање
- потпоручник, 1997. године
- поручник, 2000. године
- капетан, 2001. године
- капетан прве класе, 2004. године
- мајор 2008. године
- потпуковник 2012. године
- пуковник 2020. године
- бригадни генерал 2024. године